# Mauricio Arias
Mauricio Antonio Arias González (Concepción, 27 ottobre 1984) è un calciatore cileno, difensore svincolato.